# Tanque de Batalha Principal
Tanque de Batalha Principal (MBT) é um termo geral, utilizado para se referir a veículos que surgiram após o fim da Segunda Guerra Mundial, especialmente no fim da década de 1950 e começo da de 1960, tendo como maiores exemplares desta geração o Centurion, T-54/T-55, Leopard e M48, sendo o Centurion geralmente aceito como o primeiro dentre estes, devido à estreia  do Mk.I em 1946. Esses veículos buscam, através de materiais e equipamentos modernos ou contemporâneos, equilibrar e maximizar os três pontos do triângulo de ferro, aqui referindo-se a busca, geralmente conflitante de três fatores: Proteção, Mobilidade e Poder de fogo.
É notável que a abordagem oriental e ocidental a este problema são quase contrapostas: os veículos orientais foram, até muito recentemente, em geral menores e mais baratos, visando maior produtividade devido à doutrina de combate oriental se focar mais em táticas como as ondas humanas o que resultava numa busca por maior produtividade, ao custo de certo conforto da tripulação, e, por vezes, de um certo grau de proteção, focando mais na camada de não detecção da cebola da sobrevivência. Em paralelo, os MBT's ocidentais, por terem um enfoque maior no conforto da tripulação e tenderem a manter o carregador humano, acabaram por adotar tamanhos maiores, o que lhes fez também ter um pesado enfoque na sobrevivência da tripulação, geralmente, a partir da segunda geração, através de maior mobilidade à frente e à ré.

## Gerações[1][2][3][4]
Um dos múltiplos termos encontrados ao se abordar o assunto são gerações, geralmente sendo estas classificadas em três ou quatro gerações, variando de autor para autor. Todavia a mais recente, apesar de debatida, é de quatro gerações, sendo que cada uma se define por níveis tecnológicos mais do que épocas de entrada em serviço.
Na primeira geração (1950-1960)(T-54/T-55, Leopard, M48 Patton, Centurion) os desenvolvimentos feitos com base nas observações da Segunda Guerra Mundial, contendo melhorias no poder de fogo e proteção, sendo que o enfoque estava na utilização de materiais mais leves, que trouxessem melhor capacidade de sobrevivência sem aumentar o peso acima de um limite plausível, buscando assim consolidar as características que veículos adquiriram na Guerra, ao mesmo tempo que minimizavam seus problemas.
Da segunda geração (1960-1970)(T-62, M60, Chieftain) já se inicia a utilização generalizada de equipamentos com maior potência de fogo (canhões de 105 e 120 milímetro tornam-se norma) e o inicio da utilização de canhões de alma lisa, para emprego de munições como as APFSDS, os motores tendem a se tornar mais potentes, e adoção de blindagem compósita e espacial se tornando mais comum, sendo também visível os princípios do uso de miras de visão noturna.
Na terceira (1970-2000)(M1 Abrams, T-72, Leopard 2, Leclerc, Type 99) há geral adoção de estabilizadores de dois planos, responsáveis por manter o armamento e a mira estáveis em movimento sobre terreno irregular, permitindo disparos em movimento, adoção de miras térmicas ou termográficas, utilização de blindagens avançadas (reativa, compósita e espacial). O enfoque nesta, muito mais que apenas nas capacidades ofensivas do veículo, se dá em suas capacidades defensivas, com o oeste adotando veículos maiores e, geralmente, com marchas à ré para execução de ações como as berm drills, enquanto, devido a permanência das doutrinas orientais, seus veículos costumaram manter marchas à ré mais lentas, embora alterações  de doutrina sejam visíveis nos veículos chineses.
A quarta geração (2000-atual) é a mais debatida, devido ao fato de que autores clássicos, alguns dos quais já faleceram, nunca usaram essa denominação, e assim entusiastas e estudiosos mais conservadores tendem a manter-se como existindo apenas três gerações, visto que para os mesmos, até o momento em que veículos com as características esperadas de fato entrem em serviço generalizado, lhes é visto como fútil a existência da classificação. Para autores e entusiastas mais progressistas entretanto, esta geração é composta por demonstradores de tecnologia como o Abrams X, KF 51 Panther, ou veículos cuja produção e uso ainda é restrito, como o T 14 e as variantes do Leopard 2A7 e 2A8. Para estes últimos a geração é caracterizada por ênfase tanto em proteção passiva quanto em proteção ativa, com sistemas como o Trophy, Arena e semelhantes, canhões de alto calibre (130 milímetros ou superiores), sensores que deem grande consciência situacional a tripulação, robotização e automação (sendo que até mesmo demonstradores ocidentais tem começado a empregar canhões com carregadores automáticos), e manutenção da mobilidade e capacidade de sobrevivência, além de interfaces de integração com Drones/VANT's, GPS/GNSS, entre outras redes, e facilitação da comunicação infantaria-tanque-suporte aéreo.